# Steve Burtt (baloncestista de 1962)
Steven Dwayne  Burtt ,  más conocido como Steve Burtt (nacido el 05 de noviembre de 1962 en Nueva York, Nueva York) es un exjugador de baloncesto estadounidense. Con 1.88 de estatura, su puesto natural en la cancha era el de base. Es el padre del también jugador de baloncesto Steve Burtt.

## Trayectoria
- Charles Evans Hughes High School
- Universidad de Iona (1980-1984)
- Golden State Warriors (1984-1985)
- Westchester G. Apples (1985)
- Connecticut Colonials (1985)
- Albany Patroons (1985-1986)
- Jersey Jammers (1987)
- Long Island Knights (1987)
- Savannah Spirits (1987-1988)
- Los Angeles Clippers (1988)
- BCM Gravelines (1988-1989)
- Albany Patroons (1989-1990)
- Oklahoma City Cavalry (1990-1992)
- Phoenix Suns (1992)
- Oklahoma City Cavalry (1992-1993)
- Washington Bullets (1993)
- Iraklis BC (1993)
- Westchester Stallions (1993)
- Maccabi Rishon LeZion (1993-1994)
- Pallacanestro Trieste (1994-1995)
- Reyer Venezia (1995-1996)
- Pallacanestro Trieste (1996-1997)
- Long Island Surf (1997)
- Andrea Costa Imola (1997-1998)
- Scandone Avellino (1998-1999)
- Dinamo Sassari (2000)